# The Light (musikalbum av ReinXeed)
The Light är det svenska power metal-bandet ReinXeeds (sedermera Majestica) debutalbum. Det släpptes i maj 2008 på Rivel Records. Skivan gavs även ut i Japan på skivbolaget Nexus.
Skivan producerades av sångaren, gitarristen och huvudsaklige låtskrivaren Tommy Johansson och Jani Stefanović. Den senare spelade även trummor på albumet, då man vid detta tillfälle saknade fast trummis. Skivomslaget designades av Markus Sigfridsson.

## Låtlista
1. "The Light" – 5:17
2. "Legacy" – 4:28
3. "Great Hall of ReinXeed" – 4:54
4. "Magic Night" – 5:40
5. "Eternity" – 4:36
6. "Shyrheny" – 6:18
7. "Northern Sky" – 4:51
8. "Kingdom Fall" – 4:22
9. "End of This Journey" – 10:15
10. "Heavenly Fire" (instrumental) – 2:55

Bonusspår på japanska utgåvan
1. "How Will I Know When I'm Free?" – 2:44

## Medverkande
Musiker
- Tommy Johansson – sång, gitarr, basgitarr, keyboard
- Kerry Lundberg – gitarr, bakgrundssång
- Christer Viklund – basgitarr
- Mattias Lindberg – trummor

Bidragande musiker
- Jani Stefanović – trummor

Produktion
- Tommy Johansson – producent
- Jani Stefanović – producent, mixning
- Olov Andersson – mastering
- Markus Sigfridsson – omslagskonst